# Cantó de Chécy
El cantó de Chécy és un cantó francès del departament de Loiret, situat al districte d'Orleans. Té 7 municipis i el cap és Chécy.

## Municipis
- Boigny-sur-Bionne
- Bou
- Chécy
- Combleux
- Donnery
- Mardié
- Marigny-les-Usages

## Història
| Data d'elecció                           | Identitat          | Partit    | Qualitat |
| ---------------------------------------- | ------------------ | --------- | -------- |
| 1982-1994                                | Jean-Claude Girard | PS        |          |
| 1994-2008                                | Jacques Cotteray   | MDF       |          |
| 2008-                                    | Thierry Soler      | Les Verts |          |
| les dades anteriors no són pas conegudes |                    |           |          |
|                                          |                    |           |          |

## Demografia
| A partir de 1990: Població sense dobles comptes |